# Gauliga Hessen 1936/37
Die Gauliga Hessen 1936/37 war die vierte Spielzeit der Gauliga Hessen im Fußball. Erstmals sicherte sich eine Mannschaft ungeschlagen die Meisterschaft: Der SV 06 Kassel-Rothenditmold stand schon Wochen vor Rundenende als Meister fest und lief am Ende mit acht Punkten Vorsprung auf den Zweitplatzierten SG Hessen Hersfeld ein. In der Endrunde um die deutsche Meisterschaft waren die Rothenditmolder in ihrer Vorrundengruppe allerdings chancenlos. Auch der Abstiegskampf war frühzeitig entschieden, der VfB Kurhessen 05 Marburg und die SpVgg Niederzwehren landeten abgeschlagen auf den letzten Plätzen. Aus den Bezirksklassen stiegen zur Saison 1937/38 der VfB 06 Großauheim und der 1. BC Sport Kassel auf.

## Abschlusstabelle
| Pl. | Verein                     | Sp. | S  | U | N  | Tore    | Quote | Punkte |
| --- | -------------------------- | --- | -- | - | -- | ------- | ----- | ------ |
| 1.  | SV 06 Kassel-Rothenditmold | 18  | 13 | 5 | 0  | 046:230 | 2,00  | 31:50  |
| 2.  | SG Hessen Hersfeld         | 18  | 8  | 7 | 3  | 037:230 | 1,61  | 23:13  |
| 3.  | CSC 03 Kassel              | 18  | 9  | 2 | 7  | 063:250 | 2,52  | 20:16  |
| 4.  | KEWA Wachenbuchen (N)      | 18  | 6  | 8 | 4  | 032:310 | 1,03  | 20:16  |
| 5.  | 1. FC Hanau 93 (M)         | 18  | 8  | 3 | 7  | 041:260 | 1,58  | 19:17  |
| 6.  | VfB Friedberg              | 18  | 7  | 5 | 6  | 050:360 | 1,39  | 19:17  |
| 7.  | Germania Fulda             | 18  | 7  | 5 | 6  | 028:280 | 1,00  | 19:17  |
| 8.  | 1. SV Borussia 04 Fulda    | 18  | 8  | 0 | 10 | 028:370 | 0,76  | 16:20  |
| 9.  | VfB Kurhessen 05 Marburg   | 18  | 1  | 5 | 12 | 031:730 | 0,42  | 07:29  |
| 10. | SpVgg Niederzwehren (N)    | 18  | 1  | 4 | 13 | 020:740 | 0,27  | 06:30  |

| (M) | Titelverteidiger               |
| (N) | Aufsteiger aus der Bezirksliga |

## Aufstiegsrunde

### Gruppe Nord
| Platz | Verein          | Spiele | Tore  | Quote | Punkte |
| ----- | --------------- | ------ | ----- | ----- | ------ |
| 1.    | BC Sport Kassel | 6      | 22:70 | 3,14  | 9:30   |
| 2.    | FV Breidenbach  | 6      | 16:11 | 1,45  | 8:40   |
| 3.    | VfL Lauterbach  | 6      | 06:11 | 0,55  | 6:60   |
| 4.    | RSG Bebra       | 6      | 03:18 | 0,17  | 1:11   |

### Gruppe Süd
| Platz | Verein            | Spiele | Tore  | Quote | Punkte |
| ----- | ----------------- | ------ | ----- | ----- | ------ |
| 1.    | VfB 06 Großauheim | 6      | 13:90 | 1,44  | 9:3    |
| 2.    | SV Wetzlar 05     | 6      | 17:80 | 2,13  | 8:4    |
| 3.    | SV 06 Bad Nauheim | 6      | 08:16 | 0,50  | 4:8    |
| 4.    | SV Elz            | 6      | 10:15 | 0,67  | 3:9    |